# Eikentopspinselmot
De eikentopspinselmot (Acrobasis consociella) is een nachtvlinder uit de familie Pyralidae, de snuitmotten. De spanwijdte van de vlinder bedraagt tussen de 19 en 22 millimeter. De soort overwintert als rups. De imago lijkt sterk op A. sodalella en wordt daarmee vaak verward.

## Waardplant
De eikentopspinselmot heeft de eik als waardplant. De rups leeft in een aantal samengebonden bladeren.

## Voorkomen in Nederland en België
De eikentopspinselmot is in Nederland en in België een vrij algemene soort. De soort kent één generatie die vliegt van eind mei tot en met augustus. Soms is er een partiële tweede generatie van september tot in oktober.

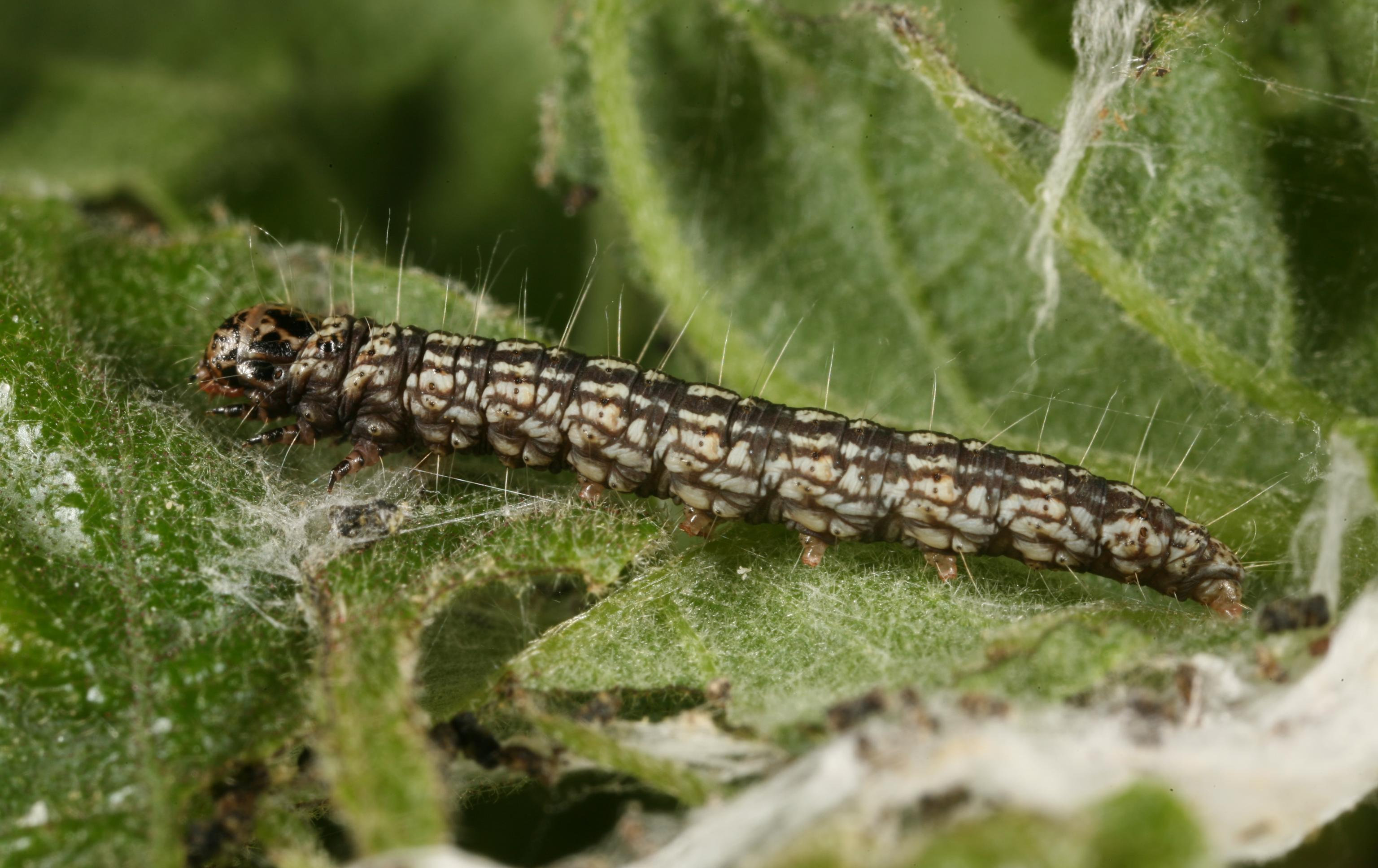
Rups